# Rijachun
Rijachun (perski: رياخون) – miejscowość w Iranie, w ostanie Isfahan. W 2006 roku  liczyła 1482 mieszkańców w 379 rodzinach.